# گرانش کوانتومی اقلیدسی
گرانش کوانتومی اقلیدسی (به انگلیسی: Euclidean quantum gravity) گونه‌ای گرانش کوانتومی است که در نظریه میدان‌های کوانتومی کاربرد دارد. خمینه‌های (منیفلد) به‌کاررفته در این بحث خمینه‌های  ریمانی ۴ بعدی هستند. همچنین فرض برین است که خمینه‌‌‌هاهمبند، فشرده و بدون مرزند.